# Carios cernyi
Carios cernyi är en fästingart som beskrevs av de la Cruz 1978. Carios cernyi ingår i släktet Carios och familjen mjuka fästingar.
Artens utbredningsområde är Kuba. Inga underarter finns listade.